# 格林菲爾德鎮區 (堪薩斯州艾克縣)
格林菲爾德鎮區（英語：Greenfield Township）為美國堪薩斯州艾克縣轄下的鎮區。2010年美国人口普查中此鎮區人口有302人。

## 地理
格林菲爾德鎮區涵蓋總面積為172.3平方（66.53平方英里），其中陸地面積為170.5平方（65.83平方英里），水域面積為1.8平方（0.70平方英里）或1.05%。海拔高度354（1,161英尺）。

## 人口統計
根據2010年美國人口普查，格林菲爾德鎮區人口有302人，其中男性有150人，女性有152人，人口密度為每平方公里1.75人，住房計190戶。鎮區內的白人有290人，非裔美國人有0人，美洲原住民有3人，亞裔美國人有6人，太平洋島裔美國人有0人，其他種族有1人，混血種族則有2人。此外鎮區內有2人為西班牙裔或拉丁裔美國人。此鎮區之年齡中位數為49.3歲，而男性年齡中位數為48.8歲，女性年齡中位數為50.0歲。

## 交通

### 主要公路
- 160號美國國道